# Ippodromo Comunale di Ferrara
Ippodromo Comunale di Ferrara är en travbana i centrala Ferrara i provinsen Ferrara i Italien, öppnad 1929. Huvudbanans totala längd är 806.8 meter.

## Om banan
Ippodromo Comunale di Ferrara ligger i centrala Ferrara. Ursprungligen låg ett gammalt byggnadskomplex på travbanans plats, men istället byggdes en travbana. Byggnadskomplexen fungerade istället som stall, kontor, läktare och andra relaterade byggnader.  
Banans totala längd är 806,8 meter, och underlaget består av gräs.